# Comuna de Wielka Wieś
Wielka Wieś (polaco: Gmina Wielka Wieś) é uma gminy (comuna) na Polónia, na voivodia de Pequena Polónia e no condado de Krakowski. A sede do condado é a cidade de Wielka Wieś.
De acordo com os censos de 2004, a comuna tem 9183 habitantes, com uma densidade 190,9 hab/km².

## Área
Estende-se por uma área de 48,1 km², incluindo:
- área agricola: 82%
- área florestal: 7%

## Demografia
Dados de 30 de Junho 2004:
|                      | Total   | Total | Mulheres | Mulheres | Homens  | Homens |
| -------------------- | ------- | ----- | -------- | -------- | ------- | ------ |
|                      | pessoas | %     | pessoas  | %        | pessoas | %      |
| População            | 9183    | 100   | 4707     | 51,3     | 4476    | 48,7   |
| Densidade (pop./km²) | 190,9   | 100   | 97,9     | 97,9     | 93,1    | 93,1   |

De acordo com dados de 2002, o rendimento médio per capita ascendia a 1125,03 zł.

## Comunas vizinhas
- Jerzmanowice-Przeginia, Kraków, Skała, Zabierzów, Zielonki